# Alpina gracilis
Alpina gracilis är en fjärilsart som beskrevs av Leo Schwingenschuss 1923. Alpina gracilis ingår i släktet Alpina och familjen mätare. Inga underarter finns listade i Catalogue of Life.